# Avianca
Avianca S.A. (BVC:AVA) (acronym trong tiếng Tây Ban Nha cho Aerovías Nacionales de Colombia S.A., hiện nay là Aerovías del Continente Americano S.A.) là hãng hàng không quốc gia Colombia., từ ngày 5 tháng 12 năm 1919 khi hãng đăng ký ban đầu với tên SCADTA., trụ sở chính tại thủ đô của Colombia Bogotá. Trung tâm hoạt động của hãng là Sân bay quốc tế El Dorado, trung tâm thứ hai nằm ở Sân bay quốc tế Guarulhos, Sân bay quốc tế José Joaquín de Olmedo. Hãng cung cấp dịch vụ vận chuyển hành khách và hàng hóa đến 64 điểm đến.
Avianca là hãng hàng không lớn nhất ở Colombia]] và là hãng hàng không chính ở Mỹ Latinh: Avianca cùng với các công ty con có mạng lưới điểm đến ở châu Mỹ (về hành khách và hàng hóa) rộng nhất và là một trong các hãng có đội tàu bay lớn nhất và hiện đại nhất ở châu lục. Hãng hoàn toàn thuộc sở hữu của  AviancaTACA SA, một công ty Mỹ Latin công ty đang nắm giữ thành lập ở Panamá và chuyên vận tải hàng không. Công ty được niêm yết trên sàn chứng khoán Colombia.
Ngày 07 tháng 10 năm 2009, người ta công bố mà Avianca sẽ sáp nhậpvới TACA nhưng cả hai hãng hàng không đã tuyên bố rằng sẽ duy trì bản sắc riêng của họ và hoạt động một cách riêng biệt cho thời điểm này. Năm 2009 Avianca kỷ niệm 90 năm tuổi, là hãng hàng không lâu đời thứ nhì thế giới còn hoạt động; Trên thực tế đây là hãng hàng không hoạt động liên tục lâu đời nhất ở Tây Bán cầu.
Từ ngày 26 tháng 4 năm 2010, OceanAir được đổi tên thương hiệu thành Avianca theo cùng cách như SAM trước đó và sẽ thực hiện với other subsidiaries (ví dụ, VIP được đổi tên thương hiệu một phần) để thay thế Avianca làm hãng hàng không hàng đầu ở Mỹ Latin.
Ngày 10 tháng 11 năm 2010, Avianca và TACA được chấp nhận là một thành viên của Star Alliance trong một quá trình sẽ kéo dài khoảng 18 tháng cho đến khi cả hai hãng hàng không thực hiện đầy đủ các yêu cầu phải là thành viên chính thức của Liên minh. Trước khi điều đó xảy ra (tháng 4 năm 2012), tất cả các hãng hàng không thuộc AviancaTaca ô sẽ được hoàn toàn thống nhất dưới một thương hiệu duy nhất.
Vào ngày 10 tháng 5 năm 2020 Avianca tuyên bố phá sản Chương 11 tại Hoa Kỳ và thanh lý công ty con Avianca Peru.

## Thỏa thuận liên danh
- Aeroméxico
- Air Canada
- Air China
- Air India
- All Nippon Airways
- Avianca El Salvador
- Copa Airlines
- Cubana de Aviación
- Etihad Airways
- EVA Air
- Gol Transportes Aéreos
- Iberia Airlines
- Lufthansa
- Silver Airways
- Singapore Airlines
- TAP Air Portugal
- Turkish Airlines
- United Airlines

## LifeMiles
Đây là chương trình khách hàng thường xuyên của Avianca nhằm mục đích thưởng cho lòng trung thành của khách hàng khi bay với hãng. Thành viên có thể đăng kí miễn phí và có thể đăng kí trực tuyến. Thành viên chương trình LifeMiles có thể tích lũy dặm thưởng bất cứ lúc nào khi bay với các hãng thuộc liên minh hàng không Star Alliance. Ngoài ra có thể sử dụng dịch vụ trong một số khách sạn, cửa hàng bán lẻ, đối tác cho thuê xe hơi và thẻ tín dụng.
Chương trình khách hàng thường xuyên LifeMiles có 3 hạng thẻ:
- Silver (Star Alliance Silver)
- Gold (Star Alliance Gold)
- Diamond (Star Alliance Gold)

## Đội tàu bay

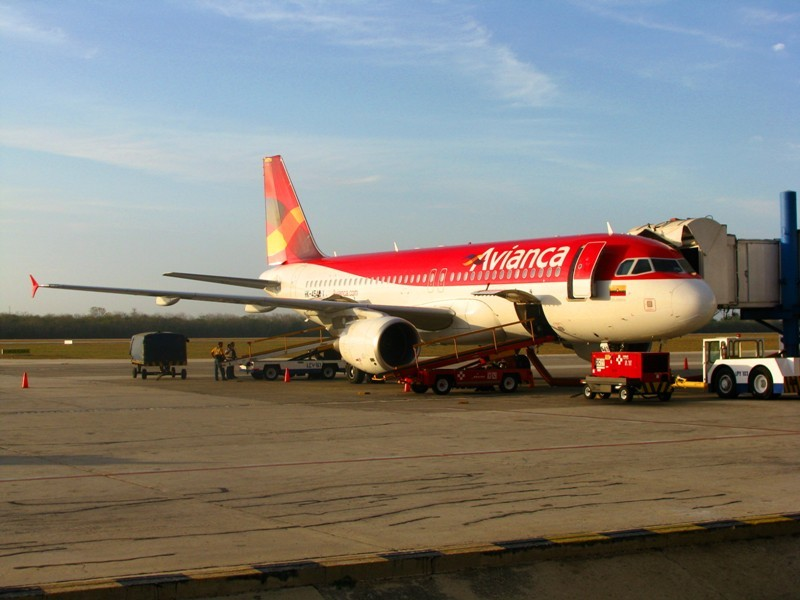
Một chiếc Airbus A320-200 của Avianca tại sân bay quốc tế Ernesto Cortissoz ở Barranquilla, Colombia năm 2009.

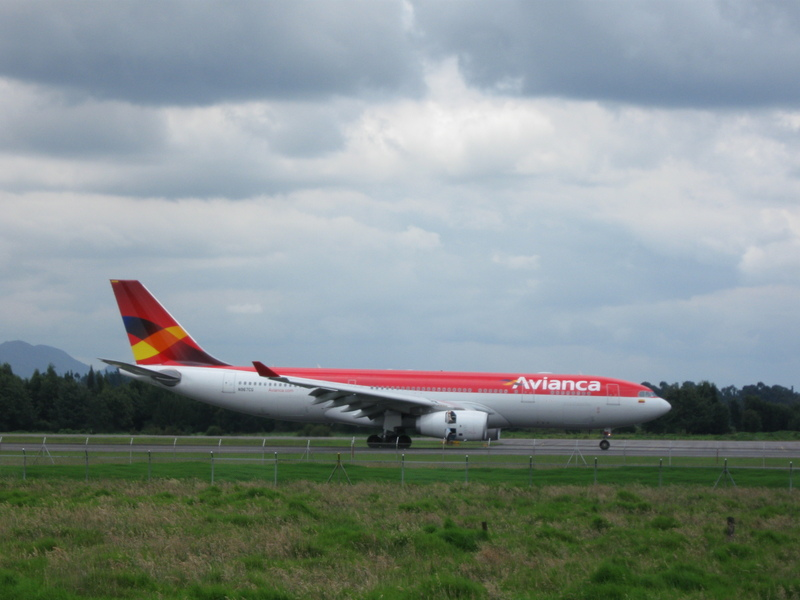
Một chiếc Airbus A330-200 của Avianca tại sân bay quốc tế El Dorado, Colombia năm 2009.

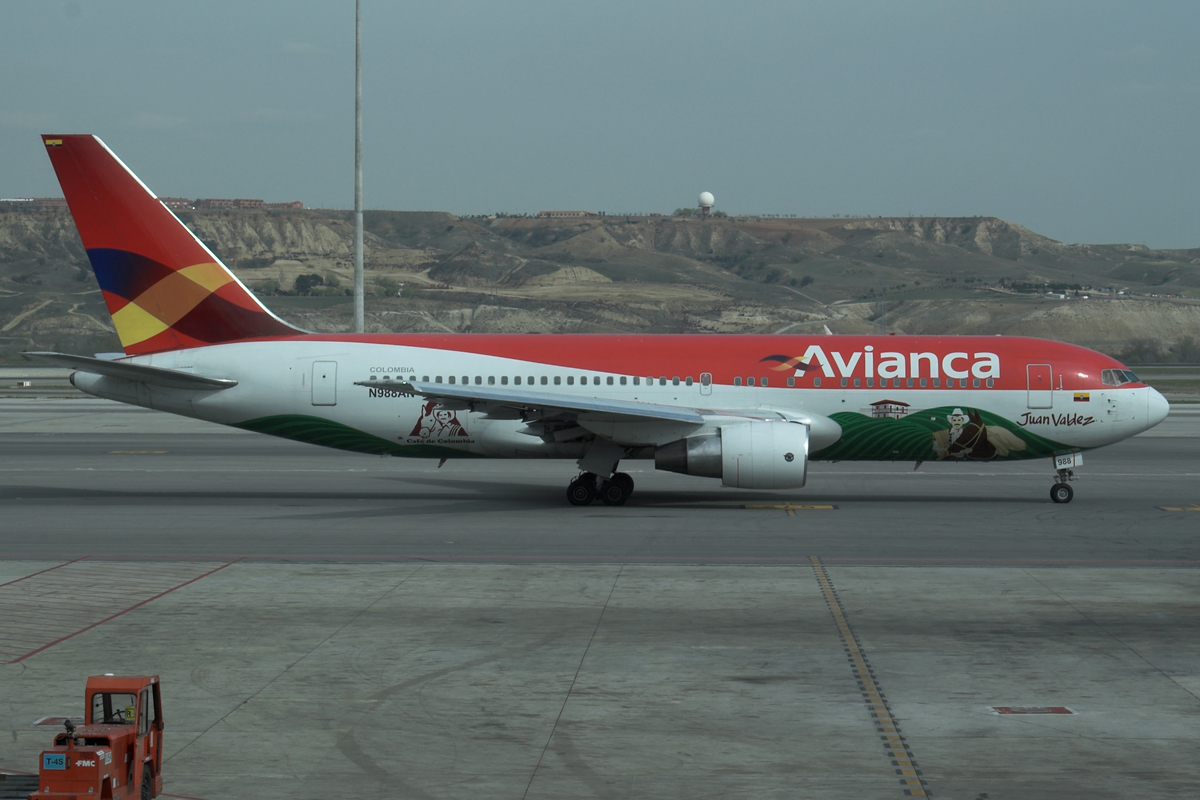
Một chiếc Boeing 767-200ER của Avianca tại sân bay Madrid Barajas, Tây Ban Nha năm 2008.

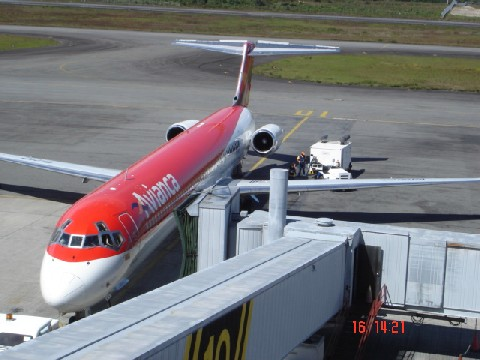
Một chiếc McDonnell Douglas MD-83 của Avianca tại sân bay quốc tế José María Córdova, Colombia năm 2006.

Tính đến tháng 6/2021, hãng hàng không Colombia đã có những máy bay sau đây:

### Ngừng sử dụng
| Máy bay                   | Du nhập | Ngưng          | Ghi chú                                                                              |
| ------------------------- | ------- | -------------- | ------------------------------------------------------------------------------------ |
| Airbus A318               | 2011    | Đang hoạt động | -                                                                                    |
| Airbus A319-100           | 2008    | Đang hoạt động | -                                                                                    |
| Airbus A320-200           | 2008    | Đang hoạt động | -                                                                                    |
| Airbus A330-200           | 2008    | Đang hoạt động | -                                                                                    |
| Fokker 100                | 2005    | 2011           | được thay bằng Airbus A318. Vận hành tổng cộng 15                                    |
| McDonnell Douglas MD-11ER | 1999    | 1999           | -                                                                                    |
| Fokker 50                 | 1993    | 2011           | Vận hành tổng cộng 21                                                                |
| McDonnell Douglas MD-83   | 1992    | 2011           | Vận hành tổng cộng 31                                                                |
| Boeing 757-259            | 1992    | 2010           | Vận hành tổng cộng 22                                                                |
| Boeing 767-359            | 1994    | 2010           | Vận hành tổng cộng 10                                                                |
| Boeing 767-259            | 1989    | 2011           | Vận hành tổng cộng 10                                                                |
| Boeing 727-259            | 1978    | 1998           | -                                                                                    |
| Boeing 727-159            | 1966    | 1992           | -                                                                                    |
| Boeing 747-259            | 1976    | 1995           | -                                                                                    |
| Boeing 747-159            | 1976    | 1995           | Hãng hàng không Mỹ Latin đầu tiên liên tục vận hành Boeing 747, vận hành tổng cộng 8 |
| Boeing 707                | 1969    | 1992           | -                                                                                    |
| Boeing 720                | 1961    | 1984           | Đặt hàng 2 cộng tùy chọn 2 vào ngày 10/6/1960                                        |
| Boeing 737-159            | 1968    | 1971           | vận hành tổng cộng 2. Hãng hàng không Mỹ Latin đầu tiên sử dụng                      |

| Máy bay                              | Du nhập | Ngưng | Ghi chú |
| ------------------------------------ | ------- | ----- | ------- |
| Lockheed L-1049G Super Constellation | 1958    | 1968  | -       |
| Lockheed L-749 Constellation         | 1956    | 1968  | -       |
| Douglas C-54 Skymaster               | 1948    | 1975  | -       |
| Lockheed Model 18 Lodestar C-60      | ?       | ?     | -       |
| Douglas DC-4                         | 1945    | 1970  | -       |
| Douglas DC-3                         | 1939    | 1975  | -       |
| Boeing 247D                          | ?       | ?     | -       |
| Junkers Ju 52                        | ?       | ?     | -       |
| Fokker Super Universal               | ?       | ?     | -       |
| Ford Trimotor 5-AT-DS                | ?       | ?     | -       |
| Sikorsky S-38                        | ?       | ?     | -       |
| de Havilland Tiger Moth              | ?       | ?     | -       |
| de Havilland Giant Moth              | ?       | ?     | -       |
| Junkers W 34                         | ?       | ?     | -       |
| Junkers W 33                         | ?       | ?     | -       |
| Dornier Do J                         | ?       | ?     | -       |
| Dornier Merkur                       | ?       | ?     | -       |
| Dornier Komet                        | ?       | ?     | -       |
| Junkers F.13                         | 1919    | ?     | -       |